# L'inferno di Paperino
L'inferno di Paperino è una storia scritta e disegnata da Giulio Chierchini, coadiuvato nelle sceneggiature da Massimo Marconi. Viene pubblicata su Topolino numero 1654 del 9 agosto 1987.
Come la storia L'inferno di Topolino del 1949-50, è la Grande Parodia dell'Inferno dantesco.

## Trama
Qui, Quo e Qua regalano una crociera fluviale sul Colorado a Paperino, essendo molto stressato: durante la vacanza, però, si imbatte nell'entrata dell'Inferno che esplorerà in compagnia di Virgilio, alias Archimede.
Come nell'Inferno dantesco, anche in quello disneyano vale la legge del contrappasso:
- gli inquinatori vengono risucchiati in un vortice di immondizia;
- quelli che abusavano della burocrazia vengono colpiti da timbri giganti o passati sotto distruggi-documenti "piacevati in vita usar lo timbro? E allora...Tiè!";
- i piromani vengono trasformati in alberi e assaliti da corvi sputafuoco (che Arkimedio chiama Erinni) che dicono continuamente "piro...mani" e alimentano le fiamme sui tronchi dei malcapitati peccatori;
- coloro che usavano la macchina a sproposito sono costretti, vettura sulle spalle, a dovere fare la fila a infiniti semafori;
- quelli che "spregiaron li pedoni all'incrocio" vengono ora inseguiti e travolti da una specie di macchina infernale;
- coloro che abusavano delle apparecchiature elettroniche vengono ora assorditi o colpiti da stereo e TV demoniaci;
- i golosi vengono costretti a consumare continuamente purganti e cibi sgradevoli;
- coloro che in vita sono stati tirchi e avidi, sono costretti a trasportare sacchi di denaro e altri oggetti preziosi per poi vederli fondere nella lava.

## Ristampe
La storia è stata ristampata diverse volte, e nel corso degli anni sono state apportate alcune modifiche ai dialoghi.